# Karl Holmström
Karl Holmström (Bjurholm, 21 marzo 1925 – Jukkasjärvi, 22 giugno 1974) è stato un saltatore con gli sci svedese.

## Palmarès

### Olimpiadi invernali
- Bronzo a Oslo 1952 nel salto con gli sci.